# Resolução 49 do Conselho de Segurança das Nações Unidas
Resolução 49 do Conselho de Segurança das Nações Unidas, aprovada em 22 de maio de 1948, considerando que as resoluções anteriores do Conselho de Segurança em relação à Palestina não foram cumpridas e que as operações militares ainda estavam ocorrendo na Palestina, a resolução apelava a todos os governos e autoridades que se abstenham de qualquer ação militar mais hostil na Palestina e para essa edição final de uma ordem de cessar-fogo de suas forças militares e paramilitares entrar em vigor ao meio-dia de 24 de maio de 1948, horário de Nova Iorque. A resolução ordenou ainda que a Comissão de Trégua da Palestina criada pela Resolução 48 do Conselho de Segurança das Nações Unidas a apresentar um relatório ao Conselho sobre o cumprimento da preocupação com partes da resolução.
Foi aprovada com 8 votos e 3 abstenções da Ucrânia, União Soviética e Síria.